# Політична критика
Політична критика — незалежне ліве медіа, засноване як українська франшиза польського видання Krytyka Polityczna. Своєю метою декларує поширення критичного знання, популяризацію ідей рівності та досягнення прогресивних суспільних змін, публікує матеріали на теми науки, культури та політики.

## Історія

### Журнал
З 2009 року в Центрі візуальної культури НаУКМА діяв неформальний осередок журналу  Krytyka Polityczna. 2011 року він почав видавати українську версію журналу під назвою «Політична критика», що стала першим міжнародним видавничим проєктом «Критики Політичної». Протягом 2011—2014 років було видано 5 чисел журналу:
1. «Політичні наркотики» (присвячений (де)криміналізації наркотиків)[3],
2. «Слава ворогам!» (присвячений правому радикалізму)[4],
3. «Секс і політика»[5],
4. «СВБД ПСРТ» (присвячений репресіям проти групи «Pussy Riot»)[6],
5. «Нам нема що втрачати, крім наших майданів»[7].

Рецензії на числа журналу виходили в журналах «Критика», «Спільне» і на сайті «Телекритика».
На початку 2015 року «Політична критика» спільно з Центром візуальної культури видала книжку Наталі Гуменюк «Майдан Тахрір» про події Арабської весни.

### Сайт
В січні 2015 року почав працювати український сайт «Політичної критики». Про відкриття сайту повідомляла газета «Zbruč».
З 2017 року сайт виступає медіапартнером Міжнародного фестивалю документального кіно про права людини «Docudays UA».
2018 року сайт «Політична критика» запустив проєкт «Невидима праця», метою якого було показати життя, умови роботи й боротьбу за їхнє покращення людей різних професій, які, попри суспільну важливість своєї праці, нечасто потрапляють до поля зору ЗМІ.
Наприкінці 2018 року сайт перейшов на новий домен — politkrytyka.org.
2020 року «Політична критика» запустила «Школу соціального репортажу».